# Planeti (suita)

Planeti, op. 32, orkestralna je suita sa sedam stavaka engleskog skladatelja Gustava Holsta, skladana između 1914. i 1916. godine. Svaki stavak suite, prema Holstovim riječima, dobio je ime po planetu Sunčeva sustava i njemu pripadajućem astrološkom načelu.
Od premijere do danas suita je ostala vrlo popularna i utjecajna te ju se često izvodi i snima. Međutim, djelo je prvi put potpuno u javnosti bilo izvedeno tek nekoliko godina nakon njegovog dovršetka. Iako je od rujna 1918. do listopada 1920. suita bila izvedena četiri puta, koncerti su ili bili privatni (prvi nastup, u Londonu) ili nepotpuni (druga dva londonska nastupa i jedan u Birminghamu). Premijera suite održana je 29. rujna 1918. u Queen's Hallu te je koncertom dirigirao Holstov prijatelj Adrian Boult pred pozvanom publikom od 250 ljudi. Prvi potpuni javni koncert 15. studenog 1920. u Londonu održao je Londonski simfonijski orkestar uz dirigenta Alberta Coatesa.

## Pozadina
Djelo se konceptualno oslanja na astrologiju umjesto na astronomiju (zbog čega u suiti nema planeta Zemlje, no Sunce i Mjesec također nisu uvršteni u nju, dok se u njoj pojavljuju netradicionalni planeti Uran i Neptun): Holst je svakim stavkom namjeravao prikazati ideje i osjećaje koje se povezuje s utjecajem planeta na ljudsku psihu, a ne božanstva iz rimske mitologije. Ideju za djelo Holstu je predložio Clifford Bax, koji ga je upoznao s astrologijom kad su tijekom proljeća 1913. bili dio manje grupe engleskih umjetnika na odmoru na Mallorci; Holsta je tema astrologije vrlo zainteresirala te je iz zabave prijateljima pisao horoskope. Također se poslužio knjigom Alana Lea Što je horoskop? kako bi ojačao vlastite ideje, ali i radi nadahnuća za podnaslove stavaka (primjerice, "Donositelj...").
Holst je 17. siječnja 1914. otišao u Queen's Hall na izvedbu Schönbergova djela Pet komada za orkestar; koncertom je dirigirao Schönbergov učenik Edward Clark. Holst je ubrzo nabavio primjerak partiture; bila je to jedina Schönbergova partitura koju je ikad posjedovao. To ga je djelo toliko nadahnulo da je privremeni naziv njegove skladbe bio Sedam komada za veliki orkestar.
Holst je u vrijeme skladanja Planeta prvotno napisao partituru za dva klavira za sve stavke osim za Neptun, za koji je napisao partituru za orgulje, vjerujući da je zvuk klavira previše udaran za tako misteriozan i udaljen svijet kao što je Neptun. Holst je tad prilagodio suitu za velik orkestar te je u tom obliku postala vrlo popularna. Njegova je orkestracija bila vrlo maštovita i raznobojna, nadahnuta tadašnjim suvremenim skladateljima kao što su Igor Stravinski i Arnold Schönberg, ali i kasnim ruskim romantičarima kao što su Nikolaj Rimski-Korsakov i Aleksandr Konstantinovič Glazunov. Novi oblici sonornosti sadržani u djelu učinili su ga uspješnim u Ujedinjenom Kraljevstvu, ali i u inozemstvu. Iako su Planeti i dalje Holstovo najpoznatije djelo, sam ga skladatelj nije smatrao jednim od svojih najboljih uradaka; kasnije se požalio da je njegova popularnost potpuno nadišla sva njegova ostala djela. Međutim, ipak je bio zadovoljan popularnošću Saturna, svog omiljenog stavka.

## Premijere
Orkestralna premijera suite Planeti, kojom je na Holstov nagovor dirigirao Adrian Boult, održala se 29. rujna 1918. godine u Queen's Hallu bez adekvatne prethodne pripreme, tijekom posljednjih tjedana Prvog svjetskog rata i uz financijsku pripomoć Holstova prijatelja i kolege skladatelja H. Balfoura Gardinera. Orkestar je užurbano uvježbavao sviranje suite; glazbenici orkestra Queen's Hall partiture za složenu glazbu prvi su put vidjeli tek dva sata prije izvedbe, a zbor za stavak "Neptun" činili su učenici iz Morley Collegea i St Paul's Girls' Schoola (škole u kojoj je Holst predavao). Koncertu je prisustvovalo oko 250 pozvanih suradnika, no Holst ga je svejedno smatrao javnom premijerom suite, napisavši na Boultovu partituru: "Ovaj primjerak partiture vlasništvo je Adriana Boulta, zbog kojeg su Planeti prvi put javno zasjali i kojemu je zbog toga Gustav Holst vrlo zahvalan."
Prvi javni koncert održao se 27. veljače 1919. u Londonu pod pokroviteljstvom Royal Philharmonic Societyja te je i njime dirigirao Boult. Pet od sedam stavaka bilo je odsvirano ovim redoslijedom: Mars, Merkur, Saturn, Uran i Jupiter. Boult je samostalno odlučio ne odsvirati svih sedam stavaka tijekom tog nastupa. Smatrao je da je publici bio predočen potpuno nov glazbeni jezik i da "ga je mogla pratiti najviše pola sata". Anonimni kritičar u časopisu Hazell's Annual opisao je djelo "izvanredno složenom i inteligentno skladanom suitom". Na koncertu simfonijskog orkestra u Queen's Hallu 22. studenog te godine sam je Holst bio dirigent tijekom stavaka Venera, Merkur i Jupiter (bila je to prva javna izvedba stavka Venera). Još jedna nepotpuna javna izvedba održala se u Birminghamu 10. listopada 1920. godine; tijekom nje bilo je odsvirano pet stavaka (Mars, Venera, Merkur, Saturn i Jupiter). Ne zna se je li tada orkestrom dirigirao Appleby Matthews ili sam skladatelj.
Njegova se kći Imogen prisjetila: "Mrzio je nepotpune izvedbe Planeta, iako je nekoliko puta bio primoran na dirigiranje orkestrom tijekom tri ili četiri stavka na koncertima u Queen's Hallu. Pogotovo mu je išlo na živce kad je koncert morao dovršiti Jupiterom radi nekakvog 'sretnog završetka' jer, kao što je i sam rekao, 'u stvarnom svijetu završetak uopće nije sretan'".
Prva se potpuna javna izvedba suite održala tek 15. studenog 1920. godine; tad je Londonskim simfonijskim orkestrom dirigirao Albert Coates. Tad je stavak Neptun prvi put bio javno odsviran, dok su svi ostali stavci bili izvedeni i ranije.
Prva cjelovita izvedba suite tijekom koje je sam skladatelj dirigirao orkestrom održala se 13. listopada 1923. godine u Promenade Concertu s orkestrom Queen's Hall. Holst je dirigirao tim orkestrom na dvjema snimljenim izvedbama Planeta: prva izvedba bila je snimljena akustično u razdoblju od 1922. do 1924. godine (danas je pod vlasništvom Pearla, podružnice diskografske kuće Pavilion Records); druga snimka nastala je 1926. godine uz pomoć tada nove tehnike električnog snimanja (godine 2003. tu je izvedbu na CD-u objavio IMP, dok ju je Naxos Records kasnije objavio izvan SAD-a). Budući da ploča sa 78 okretaja po minuti nije mogla zabilježiti dulje vremenske intervale, tempo je na tim izvedbama puno brži nego što je uobičajeno.

## Instrumentacija
Djelo je skladano za velik orkestar koji se sastoji od navedenih glazbala. (Stavci se razlikuju po kombinacijama korištenih glazbala).
| Drvena puhačka glazbala - 4 poprečne flaute (treća mijenja prvi pikolo, dok četvrta mijenja drugi pikolo i "bas flautu koja svira notu G", odnosno alt flautu), - 3 oboe (treća mijenja bas-obou) - 1 engleski rog - 3 klarineta in B i in A - 1 bas-klarinet in B - 3 fagota - 1 kontrafagot Limena puhačka glazbala - 6 roga in F - 4 trube in C - 2 tenor-trombona - 1 bas-trombon - 1 tenorska tuba in B (često se umjesto na njoj svira na eufoniju) - 1 tuba | Udaraljke (za 4 svirača) - 6 timpana (za 2 svirača) - bas-bubanj - doboš - činele - triangl - tam-tam - tamburin - zvončići - ksilofon - zvona Glazbala s tipkama - čelesta - orgulje Glazbala sa žicama - 2 harfe - violine - viole - violončela - kontrabasi |

U stavak "Neptun" dodana su dva trodjelna ženska zbora (od kojih se svaki sastoji od 2 sopranistička dijela i jednog dijela za alt) koji se tijekom izvedbe nalaze u obližnjoj sobi skrivenoj od publike.

## Struktura
Suita se sastoji od sedam stavaka, od kojih je svaki ime dobio po planetu Sunčeva sustava i njemu pridruženom astrološkom načelu:
- I: Mars, Donositelj Rata (1914.)
- II: Venera, Donositeljica Mira (1914.)
- III: Merkur, Krilati Glasnik (1916.)
- IV: Jupiter, Donositelj Veselosti (1914.)
- V: Saturn, Donositelj Starosti (1915.)
- VI: Uran, Čarobnjak (1915.)
- VII: Neptun, Mistik (1915.)

Holstov je prvotni naziv djela, kao što se može vidjeti na rukom pisanoj prvoj partituri, bio je "Sedam komada za veliki orkestar". Holst je 1914. godine gotovo sigurno otišao na ranu izvedbu Schönbergovih Pet komada za orkestar (iste je te godine skladao stavke Mars, Venera i Jupiter), i nabavio partituru za to djelo, što je postala jedina Schönbergova partitura koju je ikad posjedovao. Svaki je stavak Holstova rada u početku nosio samo drugi dio svakog imena (I "Donositelj Rata", II "Donositeljica Mira" i tako dalje); današnji su naslovi nastali tijekom prve (nepotpune) javne izvedbe djela u rujnu 1918. godine, no nikad nisu bili uvršteni u prvotnu partituru.
Prosječna izvedba svih sedam stavaka traje oko pedeset minuta, iako električna snimka Holstove izvedbe iz 1926. godine traje četrdeset dvije i pol minute.
Jedno objašnjenje strukture suite koje je ponudio Raymond Head, stručnjak za Holstova djela, jest da su stavci raspoređeni po astrološkim znakovima po planetima: ako se znakove s njima pripadajućim planetima ispiše prema tradicionalnom nizu koji počinje znakom ovna te ignorira duplikacije i svjetlosna tijela (Sunce i Mjesec), poredak stavaka podudarat će se s tim nizom. Kritičar David Hurwitz ponudio je drugo objašnjenje za strukturu djela: da je Jupiter središnji dio suite i da su stavci koji ga okružuju zrcalni odrazi. Tako Mars označava pokret, dok je Neptun statičan; Venera je uzvišena, dok je Uran vulgaran; Merkur je svijetao i razigran, dok je Saturn težak i usporen. Toj se hipotezi pripisuje vjerodostojnost zbog činjenice da su dva vanjska stavka, Mars i Neptun, skladana u neuobičajenom peteročetvrtinskom ritmu.
Budući da je Holst patio od neuritisa u desnoj ruci, pri pisanju partiture za Planete bio je primoran zatražiti pomoć Vally Lasker i Nore Day, dviju prepisivačica.
Neptun je jedan od prvih orkestralnih uradaka koji završava fade-outom, iako je nekoliko skladatelja (među kojima je Joseph Haydn i završetak njegove Simfonije br. 45) uspjelo postići sličan učinak koristeći se različitim metodama. Holst je istaknuo da ženski zborovi moraju "biti smješteni u susjednu sobu čija će vrata biti otvorena do posljednjeg takta skladbe, kad ih se treba polako i tiho zatvoriti" te da posljednji takt (skladan za same zborove) "treba ponavljati dok se zvuk ne izgubi u daljini". Iako je danas uobičajen, taj je efekt očarao tadašnju publiku, u vrijeme prije širenja snimljene glazbe—nakon izvorne probe 1918. godine Holstova kći Imogen (osim što je vidjela kako čistačice u krilima zgrade plešu tijekom "Jupitera") komentirala je da je završetak "bio nezaboravan sa svojim skrivenim refrenom ženskih glasova koji postaju sve tiši i tiši... sve dok mašta nije mogla razlikovati zvuk i tišinu".

## Dodatci drugih skladatelja
Iz različitih se razloga u Holstovu suitu nekoliko puta pokušalo uvrstiti dodatnu glazbu, no na najvećem broju koncerata i snimki glazbenici i dalje sviraju izvornu inačicu sa sedam stavaka.

### Pluton
Pluton je otkriven 1930., četiri godine prije Holstove smrti, i tadašnji su ga astronomi prozvali devetim planetom. Holst, međutim, nije planirao skladati stavak za nj. Razočarala ga je popularnost suite jer je smatrao da je ostavila sve njegove ostale radove u svojoj sjeni.
U posljednjem radijskom prijenosu serije Young People's Concerts u ožujku 1972. dirigent Leonard Bernstein odsvirao je suitu s Njujorškim filharmonijskim orkestrom iako je odbacio Saturnov stavak jer je smatrao da tematika starosti nema veze s koncertom za djecu. Prijenos je završio improviziranom izvedbom koju je nazvao "Pluton, Nepredvidljivi". Snimljeni nastup može se pogledati na DVD-setu Kultur.
Godine 2000. orkestar The Hallé zatražio je britanskog skladatelja Colina Matthewsa, stručnjaka za Holstova djela, da sklada novi, osmi stavak, koji je nazvao "Pluton, Obnovitelj". Posvećen preminuloj Imogen Holst, kćeri Gustava Holsta, stavak je prvi put odsviran 11. svibnja 2000. u Manchesteru, a orkestrom Hallé dirigirao je Kent Nagano. Matthews je također djelomično izmijenio Neptunov završetak kako bi taj stavak mogao direktno ući u Plutonov stavak. Sam je Matthews izjavio da bi Imogen Holst, usprkos posveti, "bila i zabavljena i zaprepaštena tim pothvatom".

### Trouvèreova Zemlja izPlaneta
Japanski skladatelj Jun Nagao 2003. godine aranžirao je Planete za kvartet Trouvère Quartet i djelu dodao stavke za Zemlju i Pluton jer se u to vrijeme Pluton i dalje smatralo planetom. Cijela je suita potom bila prilagođena orkestru i njezina se premijera održala 2014. godine. To djelo sadrži originalnu glazbu, glazbu iz Planeta, ali i ostale popularne Holstove melodije.

## Nepovezana, ali slična djela

### Pjesme udaljene Zemlje
Međunarodna astronomska unija (IAU) 24. je kolovoza 2006. godine definirala koncept "planeta" u Sunčevu sustavu. Ta je definicija Plutonu negirala status planeta i dodala ga u novu kategoriju "patuljastih planeta", u kojoj se nalaze tijela poput Eride i Cerere. Nakon IAU-ove odluke Kenyon D. Wilson skladao je komad za trombonski kvintet pod imenom "Pjesme udaljene Zemlje". Ime djela preuzeto je iz naslova istoimenog romana Arthura C. Clarkea. Za razliku od Matthewsove skladbe to djelo nije nastalo sa svrhom da ga se uvrsti u Holstovu suitu.
Skladba se sastoji od pet stavaka, od kojih je svaki nazvan po jednom od pet tada poznatih patuljastih planeta:
1. Erida
2. Pluton
3. Haumea
4. Makemake
5. Cerera

### Asteroidi
Godine 2006. Berlinski filharmoničari sa Sirom Simonom Rattleom i EMI Classicsom zatražili su četiri skladatelja (Kaiju Saariaho, Matthiasa Pintschera, Mark-Anthonyja Turnagea i Bretta Deana) da skladaju suitu s četiri stavka utemeljenu na asteroidima u Sunčevu sustavu. Orkestar je naknadno izveo i snimio tu suitu. Četiri su stavka:
1. Asteroid 4179: Toutatis (Saariaho)
2. Prema Ozirisu (Pintscher)
3. Cerera (Turnage)
4. Komarovljev Pad (Dean)

## Adaptacije

### Neorkestralni aranžmani
- Klavirski duet (za četiri ruke) – John York pronašao je ugravirani primjerak Holstova vlastita aranžmana za klavirski duet.[45]
- Dva klavira (duo) – Budući da je patio od neuritisa u desnoj ruci, Holst je izvorno skicirao djelo za dva klavira. Njegove dvije prijateljice, Nora Day i Vally Lasker, pristale su odsvirati suitu na dvama klavirima dok im je diktirao detalje partiture za orkestar. Te su upute samostalno ispisale na partituru za dva klavira i koristile se njima kad je došlo vrijeme da se napiše partitura za orkestar.[46] Aranžman za dva klavira bio je objavljen 1949. godine. Holstovi se izvorni rukopisi sada nalaze u zakupu Royal College of Musica (Mars, Venera, Saturn, Uran, Neptun), Royal Academy of Musica (Merkur) i British Libraryja (Jupiter, Saturn, Uran).[47]
- Pianola – Početkom 1990-ih britanski pijanolist Rex Lawson osmislio je aranžman za samosvirajući klavir koji je objavila diskografska kuća Perforetur.[48]
- Orgulje – Američki čembalist i orguljaš transkribirao je Planete za orgulje.[49][50]
- Komorni orkestar – Engleski orkestrator George Morton transkribirao je Planete za petnaesteročlani ansambl odnosno komorni orkestar.[51][52]
- Moog – Isao Tomita transkribirao je Planete za Moog i ostale sintesajzere i elektronička glazbala.[53] Izvorni je album na gramofonskoj ploči danas vrlo rijedak zbog sudskog postupka Zaklade Holst.[nb 2] Patrick Gleeson također je 1976. godine snimio elektroničku inačicu skladbe, pod imenom Beyond the Sun.
- Puhački orkestar – Stephen Roberts, jedan od dirigenta Engleskog simfonijskog orkestra, transkribirao je cijelu suitu za puhački orkestar.[54]
- Marširajući sastav – Jay Bocook aranžirao je stavke "Mars", "Venera" i "Jupiter" za marširajući sastav.[55] Paul Murtha zaslužan je za aranžman zborskog dijela stavka "Jupiter" za marširajući sastav.[56]
- Simfonijski sastav – Postoje mnogobrojne transkripcije cijele suite za simfonijski sastav.
- Ansambl udaraljki – James Ancona osmislio je aranžman za Merkur za ansambl udaraljki. Sastoji se od dvaju glokenšpila, dvaju ksilofona, dvaju vibrafona, dvije marimbe, pet timpana, male činele i dvaju trianglova.[57]
- Bubnjarski i puhački korpus – godine 1985. dijelovi suite sačinjavali su dio repertoara skupine The Cavaliers Drum and Bugle Corps, dok je cijelu suitu izvela 1995. godine na javnom koncertu. Suita se pojavila i tijekom njihovog nastupa "Men Are from Mars" 2017. godine.[58] Sličnu je izvedbu za CD snimila grupa Star of Indiana za svoj serijal Brass Theater.
- Rock sastavi:

- King Crimson odsvirao je Marsov stavak u rock aranžmanu 1969. godine.
- Death metal grupa Aeon snimila je inačicu stavka "Neptun, Mistik" i objavila ju na albumu Aeons Black. Iako je dosta kraća od originala, sastoji se od nekolicine glavnih melodija
- Britanske metal skupine: početak Diamond Headove skladbe "Am I Evil?", kao i glavni rif u pjesmi "Black Sabbath" te prijelazna melodija u pjesmi "Children of the Grave" skupine Black Sabbath djelomično su utemeljeni na Marsovu stavku. Tijekom Black Sabbathove promidžbene turneje za album Tyr 1990. godine dijelovi stavka "Mars" svirali su dok je Cozy Powell svirao bubnjarske solodionice. Saxon se krajem 1980-ih služio dijelovima stavka "Jupiter" kao uvodnom špicom za svoje nastupe.

- Japanska pjevačica Ayaka Hirahara 2003. je godine objavila pop inačicu stavka "Jupiter". Našla se na drugom mjestu ljestvice Oricon i bila je prodana u gotovo milijun primjeraka, zbog čega je 2004. godine postao treći najprodavaniji singl na tržištu japanske popularne glazbe. Na ljestvicama je ostao više od tri godine.[65]

### U popularnoj kulturi
- Johna Williamsa nadahnule su melodije i instrumentacija Marsova stavka dok je skladao glazbu za filmski serijal Zvjezdani ratovi (a posebno pri skladanju skladbe "The Imperial March")[66]
- Hans Zimmer koristio se melodijama, instrumentacijom i orkestracijom Marsa radi nadahnuća za glazbu za film Gladijator do te mjere da je Zaklada Holst podnijela tužbu za narušavanje autorskih prava[67]
- Jazz rock sastav Safety Squad poslužio se poznatim ritmom iz stavka "Mars" na pjesmi "Mr. Mungo's Revenge".[68]
- Neptunov stavak pojavio se u sekvenciji prije zasluga u četvrtoj epizodi druge sezone američkog serijala Mr. Robot.[69]

### Himne
Holst je 1921. godine melodiju iz središnjeg dijela Jupitera prilagodio metrici pjesmi "I Vow to Thee, My Country". Kao melodija himne nosi naziv Thaxted prema istoimenom gradu u Essexu u kojem je Holst živio mnogo godina. Melodiju se iskoristilo i za druge himne kao što su "O God Beyond All Praising" i "We Praise You and Acknowledge You", čiji je tekst napisao vlč. Stephen P. Starke.
Stihove za "I Vow to Thee, My Country" napisao je Sir Cecil Spring Rice između 1908. i 1918. godine; pjesma je postala poznata kao odgovor na velik broj žrtvi Prvog svjetskog rata. Himna je prvi put bila odsvirana 1925. godine.
Melodija je također bila prilagođena stihovima pjesme "World in Union" Charlieja Skarbeka. Ta je pjesma postala naslovna skladba za Svjetski kup u ragbiju te se često reproducira prije utakmica i na televizijskim prijenosima.